# Atos 2
Atos 2 é o segundo capítulo dos Atos dos Apóstolos, de autoria de Lucas, o Evangelista, no Novo Testamento da Bíblia. Ele relata os eventos do dia de Pentecostes, por volta de dez dias depois da ascensão de Jesus, reportada no capítulo anterior. 

## Manuscritos
Atos 2 foi originalmente escrito em grego koiné e  dividido em 47 versículos. Alguns dos manuscritos que contém este capítulo ou trechos dele são:
- Papiro 91
- Uncial 076
- Codex Vaticanus (325–350)
- Codex Sinaiticus (330–360)
- Codex Bezae (c. 400)
- Codex Alexandrinus (ca. 400–440)
- Codex Ephraemi Rescriptus (ca. 450)
- Codex Laudianus (ca. 550)

## Estrutura
A Tradução Brasileira da Bíblia organiza este capítulo da seguinte maneira:
- Atos 2:1-4 - A descida do Espírito Santo
- Atos 2:5-13 - O dom de línguas
- Atos 2:14-36 - O discurso de Pedro
- Atos 2:37-42 - Três mil batizados
- Atos 2:43-47 - Como viviam os primeiros convertidos

## Temas Principais

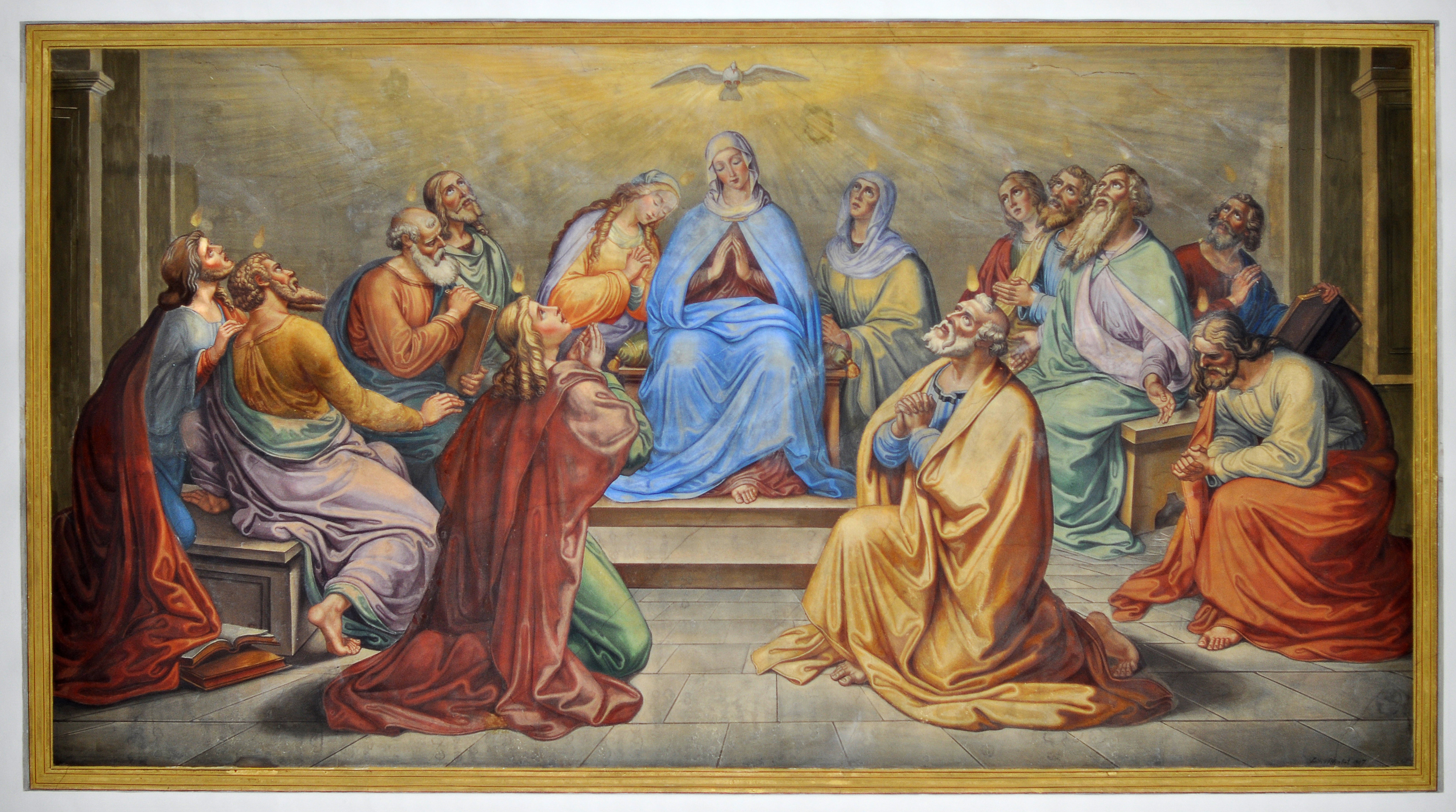
O Pentecostes, um dos eventos narrados em Atos 2.
Afresco na Stiftskirche de Hechingen, na Alemanha.

### Pentecostes
O capítulo começa com o evento do Pentecostes, durante o qual os discípulos reunidos foram tocados por "línguas de fogo" e, "cheios do Espírito Santo", passaram a falar em outras línguas (Atos 2:1–4). A população da cidade, formada por pessoas das mais diversas origens e falando as mais diversas línguas, ficou "atônita e perplexa" ao ouvir "as grandezas de Deus" cada um em sua língua (Atos 2:5–13), apesar de alguns ainda zombarem acusando-os de estarem bêbados: «Estão cheios de vinho» (Atos 2:13).

### Sermão de Pedro
Ao ouvir a zombaria, Pedro levantou-se e proferiu um longo sermão sobre o que havia acontecido e o que se passaria. Citando o profeta Joel (Joel 2:28–32), contou sobre os prodígios, sinais e profecias que se produziriam pelo poder que lhes fora conferido e prometeu que «todo aquele que invocar o nome do Senhor será salvo» (Atos 2:21). A seguir, relatou a profissão de fé que está no cerne da doutrina cristã:
| “ | «Jesus o Nazareno, varão a quem Deus acreditou junto a vós com poderes, prodígios e sinais, que Deus fez por meio dele entre vós, como vós mesmos sabeis; sendo este entregue pelo determinado conselho e presciência de Deus, vós o matastes, crucificando-o por mãos de iníquos; ao qual Deus ressuscitou, desatando os laços da morte; porque não era possível que fosse por ela retido.» (Atos 2:22–24) | ” |

Ele termina o diálogo fazendo um paralelo entre Jesus e David citando pelo menos dois trechos do Antigo Testamento (Salmos 16:8–11 e Salmos 110:1) para reafirmar não só a relação entre ambos, mas também para afirmar Jesus como a realização de antigas profecias. À multidão, Pedro aconselhou o caminho para a salvação que proclamava: «Arrependei-vos, e cada um de vós seja batizado em nome de Jesus Cristo para remissão de vossos pecados, e recebereis o dom do Espírito Santo.» (Atos 1:39). Segundo o autor, mais de 3 000 foram batizados naquele dia.
Depois do discurso, o relato avança contando como a nascente igreja crescia e se multiplicava com base nos "prodígios e milagres" dos apóstolos e da repartição comunitária de todos os bens dos fieis (Atos 2:40–47).